# 鄒狹胸菊虎
鄒狹胸菊虎為菊虎科狹胸菊虎屬的一種。

## 物種描述

### 形態學
本種頭部及前胸成暗紅至褐色，前胸背板前後緣成黃褐色。觸角觸角暗褐色，每節觸角小節基部淡黃色；大顎黃褐色，末端暗褐色；小顎鬚、下唇鬚黃褐色；足基節、轉節、腿節基部淡褐色，餘腿節、脛節端部、跗節暗褐色至褐色，餘脛節、跗節基部、爪黃褐色；翅鞘黃褐色，表面散布暗色小圓斑。全身覆滿淡黃色細毛，頭楯前緣著生淡色刺毛，觸角和足除了黃色細毛並參混褐色刺毛。
頭部後側稍微隆起，側緣至頭楯前緣則略為凹陷，頭楯前緣中央有一凹口，表面布滿細微點刻而無光澤，觸角窩後有一矩形凹陷，觸角向後延伸至翅鞘2/3。前胸背板近正方形，側緣微呈拱形，側緣後側近後緣角略為隘縮；表面隆起，尤其是後面的部分，前側緣則凹陷，中線有一縱溝現於中後部；無光澤。小楯板三角形然末端圓弧。翅鞘除基部較為光滑外表面點刻緊密。足修長。
雌蟲及雄蟲在體色、毛列和點刻上大致相同，但雌蟲複眼明顯小於雄蟲，體幅較雄蟲寬，且觸角也短於雄蟲，僅向後延伸至翅鞘1/2。

## 分類學
本種隸屬菊虎科狹胸菊虎屬。

## 發現過程
2013年11月，臺灣大學昆蟲系學生蕭昀於南投縣仁愛鄉山區採集時發現了一種未曾描述過的物種。並於隔年向農業試驗所和倫敦自然史博物館，商借到一批採集自南投信義鄉和嘉義阿里山鄉形態相似的標本進行比對。然而在檢查生殖構造時，意外發現又是另一個未描述過的獨立新種。由於兩物種的模式標本採集地分別屬於賽德克族和鄒族的傳統領域。因此兩物種分別命名為賽德克狹胸菊虎（Stenothemus seediq）、鄒狹胸菊虎（Stenothemus cou）。

## 分布與棲地
本物種目前僅知分布於台灣，居住於中部海拔約2000公尺左右之闊葉林帶。